# Samia parsiensis
Samia parsiensis är en fjärilsart som beskrevs av Clément. 1902. Samia parsiensis ingår i släktet Samia och familjen påfågelsspinnare. Inga underarter finns listade.